# 玛格丽特·尤瑟纳尔
瑪格麗特·安托瓦內特·讓娜·瑪麗·吉萊納·克萊納韋克·德·克拉揚古（法語：Marguerite Antoinette Jeanne Marie Ghislaine Cleenewerck de Crayencour，法語發音：[maʁɡ(ə)ʁit juʁsənaʁ] ⓘ；1903年6月8日—1987年12月17日）是一名法國作家。

## 生平
瑪格麗特·尤瑟纳尔於1903年6月8日生於比利時的布魯塞爾，本名瑪格麗特·德·克拉揚古（Marguerite Cleenewerck de Crayencour），瑪格麗特·尤瑟纳尔為姓氏Crayencour字母重組成Yourcenar的筆名。父親是法國外交家，母親是比利時人，在她出生十天，母親產後感染而逝世，從尤瑟娜《世界迷宮：虔誠的回憶》一文中，她談起她的母親，她的外公，外婆，只是覺得他們的陌生，她寫到“他們和我全無關係。”母愛的缺失，對於她是一種幸運，沒有母親來按照上流社會的要求把她培養成為一個淑女；也沒有這樣甜膩的愛來軟化她，所以她按照自己最天然的勢態成長，不遵循任何準則。雖然失去母愛，但尤瑟娜受到父親加倍的疼愛，童年時代在歐洲旅遊，於法國北部、南部和巴黎度過優裕的童年和少年時代。她從未上過學校唸書，早年接受私人教育，修習希臘文及拉丁文，並得到多位女管家的呵護和家庭教師的悉心指導。開明的父親在尤瑟娜的人生扮演重要角色，可說是她的老師、知己和朋友，從小他便邀女兒和自己一同飽覽豐沛的藏書，並鼓勵她寫作。面對女兒的教育，他沒有領她走入傳統女性的框架，反而留給她和自己一樣樂於漂浪冒險的興趣。12歲已經將古代英雄故事讀的滾瓜爛熟；20歲已經擬好日後主要作品裡各主人翁的輪廓。
尤瑟娜16歲即以長詩《幻想的樂園》嶄露頭角，隨後將自己姓氏Crayencour重組成為Yourcenar作為筆名。她在半個多世紀裡曾遍游歐美多國，專研歷史和神話，累積寫作能量與素材厚度，如詩歌般的中世紀長篇小說也由此萌芽。尤瑟娜一生創作有大量詩歌、劇本、長篇小說、散文和論文，擁有多種才華。她既是詩人（《幻想的樂園》(1921年)，《眾神未死》(1922)年）、劇作家（《埃萊克特或面具的丟失》(1954年)，《阿爾賽斯特的祕密》(1963年)），又是長短篇皆佳、蜚聲文壇的小說家（短篇小說集《死神駕車》(1934年)和《像水一樣流》(1982年)；長篇小說《哈德良回憶錄》(1951年)，《苦煉》(1968年)）和傳記作家（《世界迷宮：虔誠的回憶》(1974年)，《北方檔案》(1977年)），除此之外，她還是一位文筆優美的翻譯家（曾經翻譯過希臘詩人、英語作家亨利·詹姆斯和維吉尼亞·伍爾芙等人的作品，《深邃的江，陰暗的河》(1964年)，《王冠與豎琴》(1979年)）和思想深刻的文論家、批評家（《時間，這偉大的雕刻家》(1983年)）。並在1937年時專門為此事前往倫敦拜見維吉尼亞·伍爾芙這位當時已成名的女作家。兩者都留下了記述這次見面的文字，尤瑟納爾稱伍爾芙“閃耀且羞怯”、“（臉上）精緻地蝕刻了思考和倦怠的痕跡”；而伍爾芙儘管連尤瑟娜的名字都沒有記清楚，卻用驚人的洞察力和敏感寫下了她的特徵，“紅嘴唇；精力充沛”，還寫道，“這個女人肯定是有過去的。我覺得她把自己交給了愛情和智慧”。
玛格丽特·尤瑟纳尔在晚年來到日本，寫過研究三島由紀夫的文章。尤瑟娜對紫式部非常欣賞，《東方奇觀》中就有改編自《源氏物語》的故事《暮年的戀情》。這不僅僅是一次簡單的改編，尤瑟娜對紫式部和源氏物語也有著很東方、很地道的理解。
尤瑟娜少女時代曾與泰戈爾通信，想去印度遊學，她的寫作曾得到泰戈爾的讚賞，但這種成長歷程並不妨礙她在自己的第一部小說《阿利克西，或徒勞的搏鬥》裡，是從一個藝術家的視角進行寫作，這個藝術家想要獻身於自己的事業，卻遭到家庭的反對，描寫一個有同性戀傾向的青年的愛情生活而驚世駭俗，被評論界視為“膽大妄為”之作。她對意大利的訪問促使她寫下《九隻手中的一枚硬幣》，(1934年，1982年出版英譯本)，這是一本關於夢想和現實之間差別的小說。她自己也設想過，如果青年時期真的來到印度生活，文學創作可能會大不同。 
1934年，尤瑟娜在美國遇到了格雷絲·弗里克，她們成為非常親密的伙伴（注：她們是生活中的終身伴侶，相伴50年，及其作品主要的英譯者）。1937年，尤瑟娜因第二次世界大戰爆發離開法國前往美國定居，這次旅行原本預計為期半年，她無論如何也不會想到12年後自己才得以重返歐洲。 從事記者、翻譯和教師等工作，但初到美國的那些年仍然是她生命中最為黯淡的一段時光。遠離古老的歐洲，她不僅失去了經濟來源，更令她痛心的是，她還失去了自己的出版商和讀者。1947年，尤瑟娜獲得美國及法國雙重國籍，定居美國東北海岸芒特德塞島·(1’ile deMount Desert)。迫於生計，她在莎拉·勞倫斯學院（Sarah Lawrence College）教授比較文學，在這裡前後工作了8年，這是她一生中惟一一段靠薪水謀生的經歷。在世界和個人的命運都飄搖不定的歲月裡，格雷絲始終用忠誠的友誼支撐著尤瑟娜。她於1937年將維吉尼亞·伍爾芙的《海浪》（The Waves）譯成法文，1947年又出版了亨利·詹姆斯《梅齊知道什麼》（What Maisie Knew）的法文譯本。1968年法國五月風暴前夕，小說《苦煉》出版。這部作品以16世紀動盪不安的歐洲社會為背景，但透過歲月的多稜鏡，卻折射出了人類命運始終面臨的一些根本問題。1971年，尤瑟娜被比利時皇家學院接納為外籍院士。正當她穩步走向榮譽的頂峰時，格雷絲的病情卻無可挽回地每況愈下。1979年11月，格雷絲經過21年與疾病的頑強搏鬥後去世。
在格雷絲去世之前的差不多10年時間裡，尤瑟娜被迫過著“靜止不動的生活”，但她對旅行始終懷有一種焦灼的期待。她重新出發的第一站是加勒比海群島。格雷絲死後，陪伴她的是一個30歲的同性戀男子。1980年3月6日，就在即將啟程之際，她獲悉自己當選為法蘭西學院院士，成為歷史上第一位女性院士。這個消息並沒有阻擋尤瑟娜遠行的腳步。在生命的最後10年裡，尤瑟娜表現出令人吃驚的旺盛精力。她不僅多次重遊歐洲舊地，還探訪了埃及、肯亞、印度和日本等國度；同時她的新作也源源不斷地問世。
1981年1月，尤瑟纳尔於法蘭西學院發表了院士就職演說，致答辭的讓·端木松(Jeand' Ormesson)用浪漫的語言將這位綠袍加身的女作家的生平、作品、氣質和個性做了精彩的介紹和評價，而其中的一段話別耐人尋味：“夫人，您今天來到這裡並不是因為您是女人，而是因為您是大作家……如果您是男性，我們也會選您，也許更容易，更快，這我承認。但願三百五十年來我們所選出的男性都具有您這位女性的超人才華。……我們不願意屈從於當今盛行的女權主義的風頭或潮流。我們只是努力忠實於我們的傳統使命：在法蘭西文學方面尋找    儘可能地    最優秀、最有價值、最持久的東西。您使我們成功了，夫人。”這番自陳，把這個兩性構成的世界裡的某種矛盾誠懇地表達了出來，性別對於生命而言確是偶然，但這種偶然所帶來的影響無法被抹煞和忽視。 
尤瑟纳尔以《苦煉》（1968年費米娜文學獎）和《哈德良回憶錄》為代表作，並使她風靡國際文壇。1951年，尤瑟娜在法國出版小說《哈德良回憶錄》，並立即取得極大的成功，獲得1951年法蘭西學院大獎及費米娜文學獎兩項法國文學大獎，更於2002年入選諾貝爾學院和挪威讀書會策畫的「所有時代最佳百部經典」名單。1986年，她被授予法國第三級榮譽勳位（French award, Commander of the Legion of Honour）和美國藝術傢俱樂部的文學獎章（the American Arts Club Medal of Honor for Literature）。
1987年，尤瑟娜準備遠行時不幸腦溢血突發，於1987年12月17日卒於美國緬因州的東北港。
2003年是尤瑟娜誕辰一百週年，歐洲多個國家的相關研究機構紛紛舉行學術紀念活動。

## 作品年表
- Le jardin des chimères (1921年)《幻想的樂園》(詩集)
- Les Dieux ne sont pas morts(1922年)《眾神未死》（詩集）
- Alexis ou le traité du vain combat (1929年)《阿利克西，或徒勞的搏鬥》(小說)
  - （英文） Alexis, translated 1965, ISBN 0-374-51906-4
- La nouvelle Eurydice (1931)《新歐里狄克》(小說)
- Pindare (1932)
- 《九隻手中的一枚硬幣》/《默默無聞的人》Denier du rêve (1934年，1958–59年修訂)(小說)
  - （英文） A Coin in Nine Hands
- 《死神駕車》La mort conduit l'attelage (1934年)（短篇小說集）
- Feux 《火》(散文詩)(1936年)
  - （英文） Fires《火》(散文詩)(Dori Katz翻譯成英文版), ISBN 0-374-51748-7
- 《東方奇觀》（Nouvelles orientales） (1938年)(短篇小說集) 
  - （英文） Oriental Tales, ISBN 1-85290-018-0
- Les songes et les sorts (1938)
- 《一彈解千愁》（Le coup de grâce） (1939)(小說)
  - （英文） Coup de Grace, ISBN 0-374-51631-6
- 《哈德良回憶錄》（Mémoires d'Hadrien） (1951年)(小說)
  - 《哈德良回憶錄》英文版（英文） Memoirs of Hadrian ，格雷絲翻譯
- Électre ou La chute des masques (1954年)《埃萊克特或面具的丟失》(戲劇)
- 《阿爾西帕的慈悲》Les charités d'Alcippe (1956)（詩集）
- Constantin Cavafy (1958)
- 《遺存篇》 Sous bénéfice d'inventaire (1962)
  - （英文） Dark Brain of Piranesi and Other Essays (1984)
- Fleuve profond, sombre rivière: les negros spirituals (1964)
- 《苦煉》（L'Œuvre au noir）(小說)(1968年)
  - （英文） The Abyss, translated by Grace Frick (1976) ISBN 0-85628-127-1, ISBN 0-374-51666-9
- Yes, Peut-être, Shaga (1969)
- Théâtre, 兩卷戲劇集(1971年)
- Souvenirs pieux (1974)
  - （英文） Dear Departed: A Memoir translated by Maria Louise Ascher
- 《北方檔案》（Archives du Nord） (1977年)(傳記)
  - （英文） How Many Years: A Memoir translated by Maria Louise Ascher
- 《世界迷宮：虔誠的回憶》Le labyrinthe du monde (1974-84年)(傳記)
- 《三島由紀夫:或者空虛的視野》Mishima ou la vision du vide (1980年)(論文)
  - （英文） Mishima: A Vision of the Void, ISBN 0-226-96532-5(1981年)《三島由紀夫:或者空虛的視野》的英文版
- 《安娜姐姐》Anna, soror... (1981年) (小說)
- 《像水一樣流》Comme l'eau qui coule (1982年)（短篇小說集）
- 《時間，這偉大的雕刻家》Le temps, ce grand sculpteur (1984年)(文論集)
  - （英文） That Mighty Sculptor, Time
- 《何謂永恆？》（Quoi? L'Éternité） (1988)(小說)

註：《何謂永恆？》為尤瑟娜最後的遺著，但最後一章餘50餘頁未及時完成，由於幾近完成，因此這對整個作品無關大局，雖不能按原定計劃完成全部著作，前面已經完成的各章也可以出版。

## 延伸阅读
- Joan E. Howard, From Violence to Vision: Sacrifice in the Works of Marguerite Yourcenar (1992)
- Josyane Savigneau, Marguerite Yourcenar: Inventing a Life (1993).
- George Rousseau, Marguerite Yourcenar: A Biography (London: Haus Publishing, 2004).
- Judith Holland Sarnecki, Subversive Subjects: Reading Marguerite Yourcenar (2004)
- Giorgetto Giorgi, "Il Grand Tour e la scoperta dell’antico nel Labyrinthe du monde di Marguerite Yourcenar," in Sergio Audano, Giovanni Cipriani (ed.), Aspetti della Fortuna dell'Antico nella Cultura Europea: atti della settima giornata di studi, Sestri Levante, 19 March 2010 (Foggia: Edizioni il Castello, 2011) (Echo, 1), 99–108.
- Les yeux ouverts, entretiens avec Mathieu Galey (Éditions du Centurion « Les interviews », 1980).
- Bérengère Deprez, Marguerite Yourcenar et les États-Unis. Du nageur à la vague, Éditions Racine, 2012, 192 p.
- Bérengère Deprez, Marguerite Yourcenar and the United States. From Prophecy to Protest, Peter Lang, coll. « Yourcenar », 2009, 180 p.
- Deprez, Marguerite Yourcenar. Écriture, maternité, démiurgie, essai, Bruxelles, Archives et musée de la littérature/PIE-Peter Lang, coll. « Documents pour l’histoire des francophonies », 2003, 330 p.
- Donata Spadaro, Marguerite Yourcenar et l'écriture autobiographique : Le Labyrinthe du monde, bull. SIEY, no 17, décembre 1996, p. 69 à 83
- Donata Spadaro, Marguerite Yourcenar e l'autobiografia (ADP, 2014)
- Mireille Brémond, Marguerite Yourcenar, une femme à l'Académie (Garnier, 2019);.

## 外部鍵接
- Yourcenar's life, with clear references to her sexual preferences （页面存档备份，存于）.
- 玛格丽特·尤瑟纳尔在豆瓣上的资料（简体中文）